# Nadine Dorries

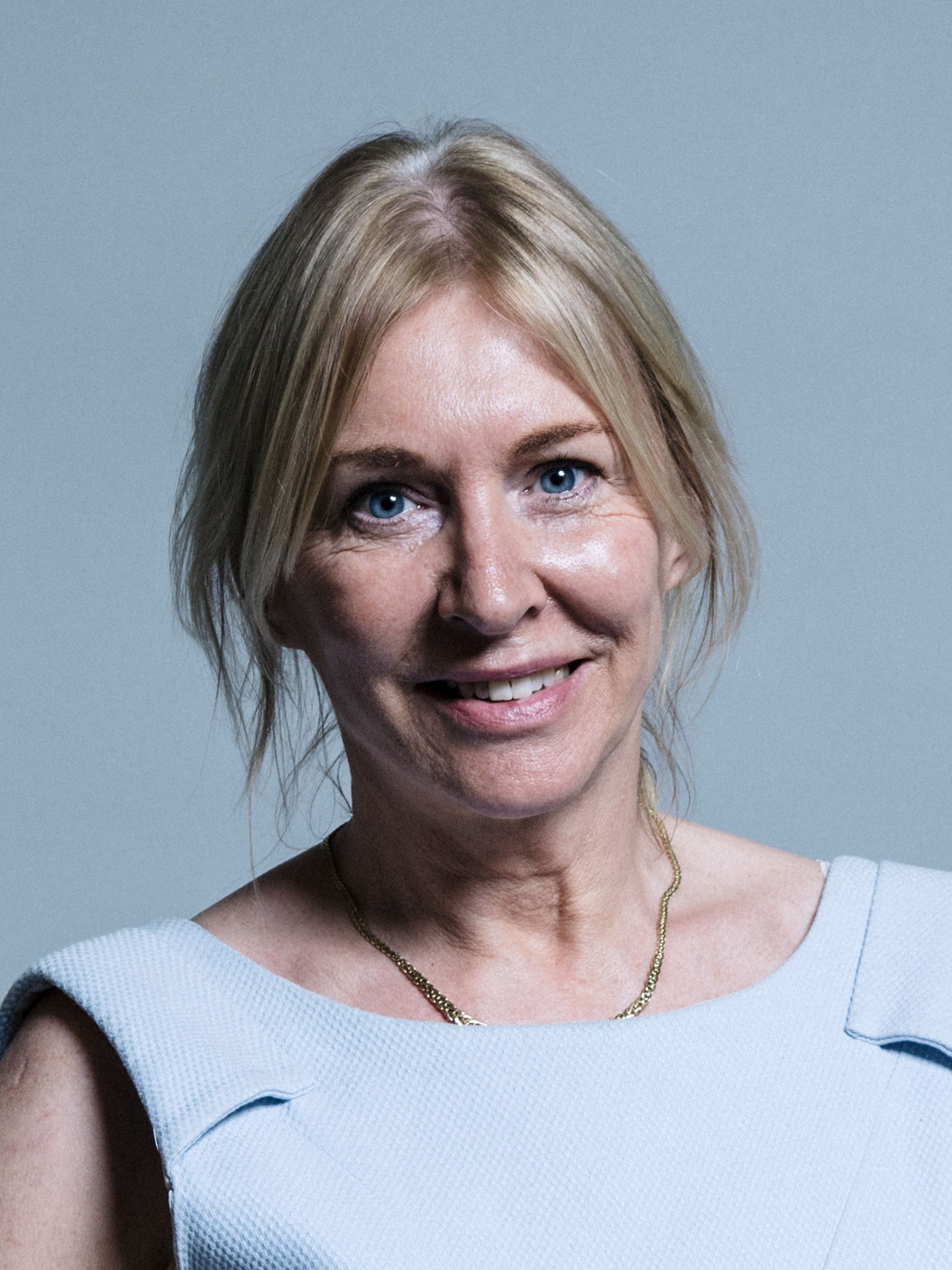
Nadine Dorries em 2017

Nadine Vanessa Dorries (21 de maio de 1957) é uma política conservadora britânica que atuou como subsecretária de estado parlamentar da saúde e assistência social desde 2019 e atua como membro do parlamento (MP) em Mid Bedfordshire desde 2005.[carece de fontes?]
Em 15 de setembro de 2021 foi nomeada secretária de estado da cultura média e desporto (Secretary of State for Digital, Culture, Media and Sport).
A 10 de março de 2020, tornou-se a primeira parlamentar britânica a ter um resultado positivo para a doença do novo coronavírus de 2019 (COVID-19).